# Shady Side
Shady Side és una concentració de població designada pel cens dels Estats Units a l'estat de Maryland. Segons el cens del 2000 tenia 5.559 habitants.

## Demografia
Segons el cens del 2000, Shady Side tenia 5.559 habitants, 2.064 habitatges, i 1.537 famílies. La densitat de població era de 292,4 habitants per km².
Dels 2.064 habitatges en un 37,8% hi vivien nens de menys de 18 anys, en un 61,1% hi vivien parelles casades, en un 9,1% dones solteres, i en un 25,5% no eren unitats familiars. En el 19,9% dels habitatges hi vivien persones soles el 5,9% de les quals corresponia a persones de 65 anys o més que vivien soles. El nombre mitjà de persones vivint en cada habitatge era de 2,69 i el nombre mitjà de persones que vivien en cada família era de 3,1.
Per edats la població es repartia de la següent manera: un 26,8% tenia menys de 18 anys, un 5,8% entre 18 i 24, un 33,6% entre 25 i 44, un 25,2% de 45 a 60 i un 8,6% 65 anys o més.
L'edat mediana era de 37 anys. Per cada 100 dones de 18 o més anys hi havia 99,6 homes.
La renda mediana per habitatge era de 68.406 $ i la renda mediana per família de 70.893 $. Els homes tenien una renda mediana de 43.800 $ mentre que les dones 36.431 $. La renda per capita de la població era de 29.458 $. Entorn del 3,9% de les famílies i el 4,5% de la població estaven per davall del llindar de pobresa.

## Poblacions més properes
El següent diagrama mostra les poblacions més properes.